# Flagellazione di Cristo (Ludovico Carracci)
La Flagellazione di Cristo è il tema di un dipinto di Ludovico Carracci conservato nel Musée de la Chartreuse a Douai, in Francia.

## Storia

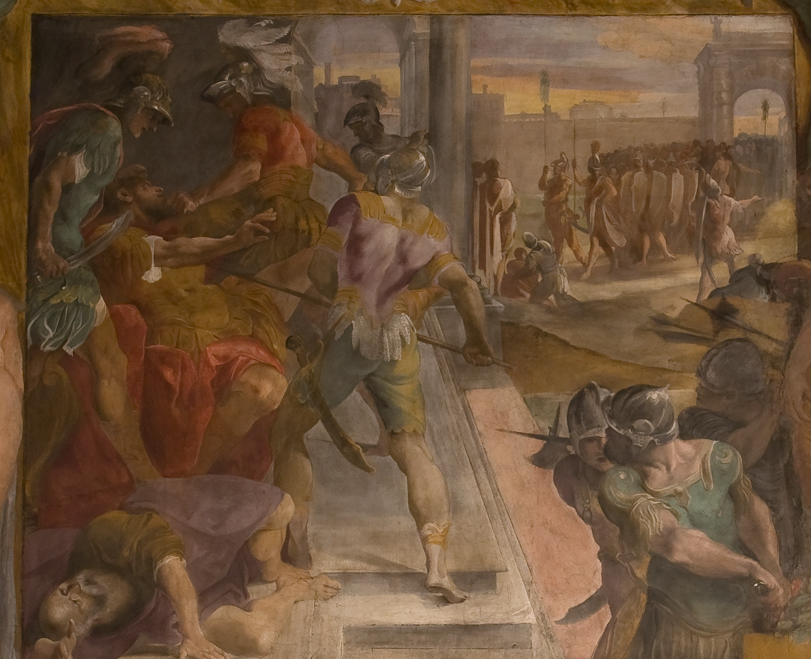
Ludovico Carracci, Uccisione di Amulio, 1590-91, Palazzo Magnani, Bologna

Il dipinto ha avuto un'iniziale attribuzione ad Annibale Carracci per essere poi da alcuni ritenuto frutto della collaborazione tra lo stesso Annibale e suo cugino Ludovico.
L'identificazione del quadro ora a Douai con quello ricordato dal Malvasia (Felsina Pittrice, 1678) in casa Castelli a Bologna - una Flagellazione con figure grandi al naturale - e dallo stesso storico riferito a Ludovico Carracci, ha decisamente contribuito all'assegnazione a quest'ultimo del dipinto, attribuzione ormai largamente condivisa dalla critica. 
L'annotazione nella Felsina, peraltro, è ad ora la notizia più risalente che si possieda sull'opera: ne sono pertanto ancora ignote la provenienza della commissione - è plausibile che per tema e dimensione la sua destinazione originaria fosse una chiesa - e la data di esecuzione. 
A tal riguardo lo storico dell'arte statunitense Donald Posner, tra i principali studiosi di Annibale Carracci, nel rilevare una spiccata assonanza tra la tela di Douai e l'affresco raffigurante l'uccisione di Amulio, parte del fregio con le Storie della fondazione di Roma, eseguito da Annibale, Agostino e Ludovico Carracci nel 1590/91, colloca la Flagellazione in discorso allo stesso periodo. Una copia datata 1590 fornisce in ogni caso un preciso termine ante quem.

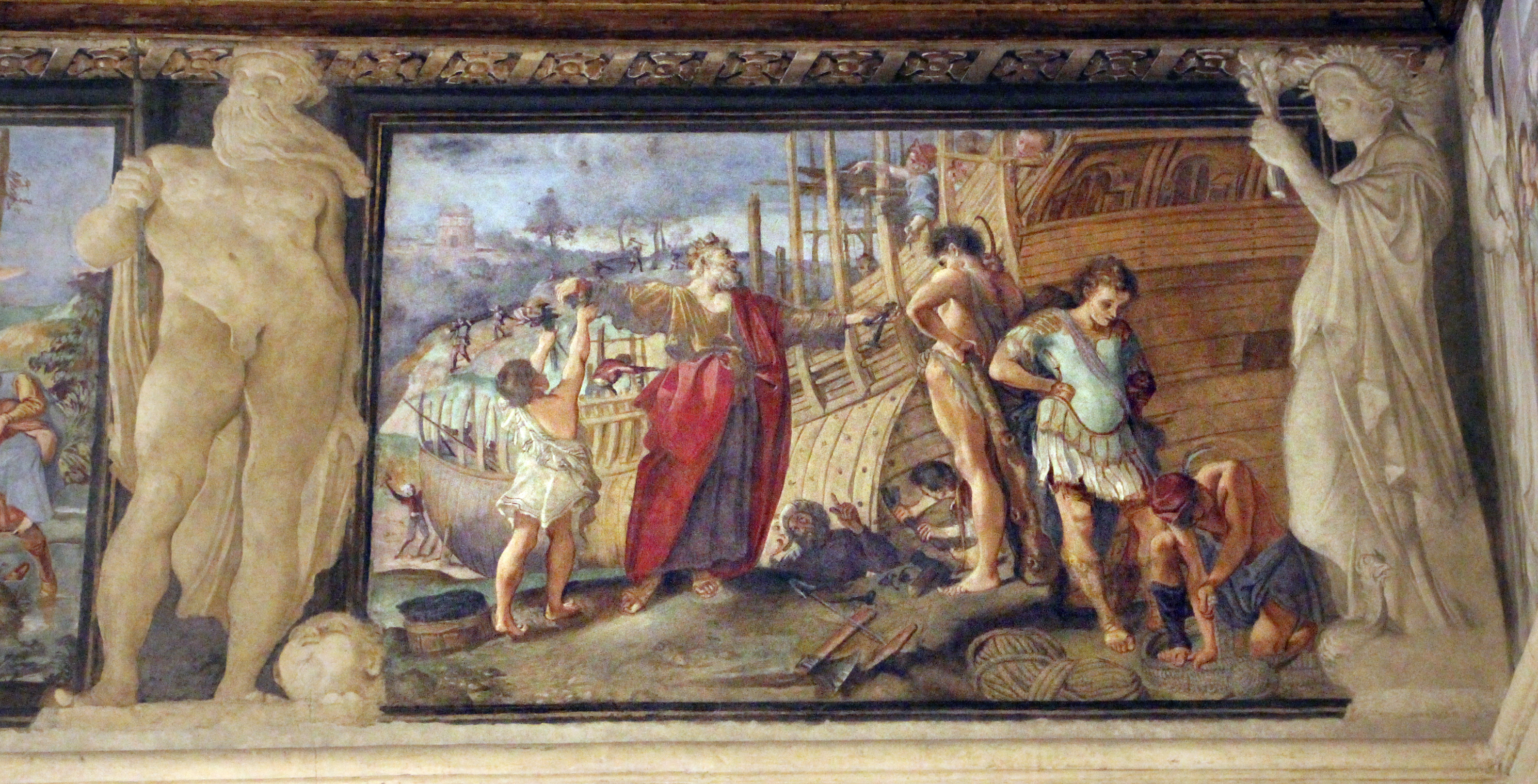
Annibale Carracci, Costruzione della nave Argo, 1584, Palazzo Fava, Bologna

La vicinanza al citato affresco di Palazzo Magnani - ravvisabile nel violento movimento dell'azione e nel dettaglio di Amulio che flette il capo strattonato per la barba da un sicario come Cristo reclina la testa all'indietro brutalmente tirato per i capelli da un aguzzino, gesto forse ripreso da un'incisione di Lucas Cranach - è inoltre un altro rilevante argomento per l'attribuzione della tela francese a Ludovico, al quale è sempre stata riferita la scena con l'uccisione di Amulio.  
Se la paternità ludovichiana è ormai pressoché pacifica, è bene in ogni caso tener conto che i Carracci, prima che Annibale ed Agostino si trasferissero a Roma (1595 ca.), avevano bottega comune: è pertanto probabile che nel lavoro di ognuno di essi vi potessero essere interventi più o meno limitati degli altri e che tra loro si scambiassero consigli o modelli compositivi: e così il manigoldo in ginocchio della Flagellazione di Ludovico è un'evidente ripresa del carpentiere che nella scena degli affreschi di Palazzo Fava (Storie di Giasone e Medea) collabora alla costruzione della nave Argo, comparto del fregio argonautico prevalentemente ritenuto di Annibale. 
Proprio il richiamo di questo brano di Palazzo Fava, porta altri autori ad anticipare anche la Flagellazione di Douai a data prossima a questa prima impresa collettiva dei Carracciː l'opera è quindi orientativamente scalabile tra il 1584 (anno di completamento delle storie di Medea) e al più il 1590, cioè l'ante quem indicato dalla copia datata.
Venduto dagli eredi dei Castelli, il quadro ha avuto un articolato percorso collezionistico (con una lunga permanenza in Inghilterra) ed è stato infine comprato nel 1965 dal Musée de la Chartreuse di Douai, sede attuale dell’opera. Fu proprio l'acquisto da parte di un'istituzione museale a consentire la riemersione, e quindi lo studio critico, di questo bellissimo dipinto sino ad allora completamente ignorato e di fatto sconosciuto.

## Descrizione e stile

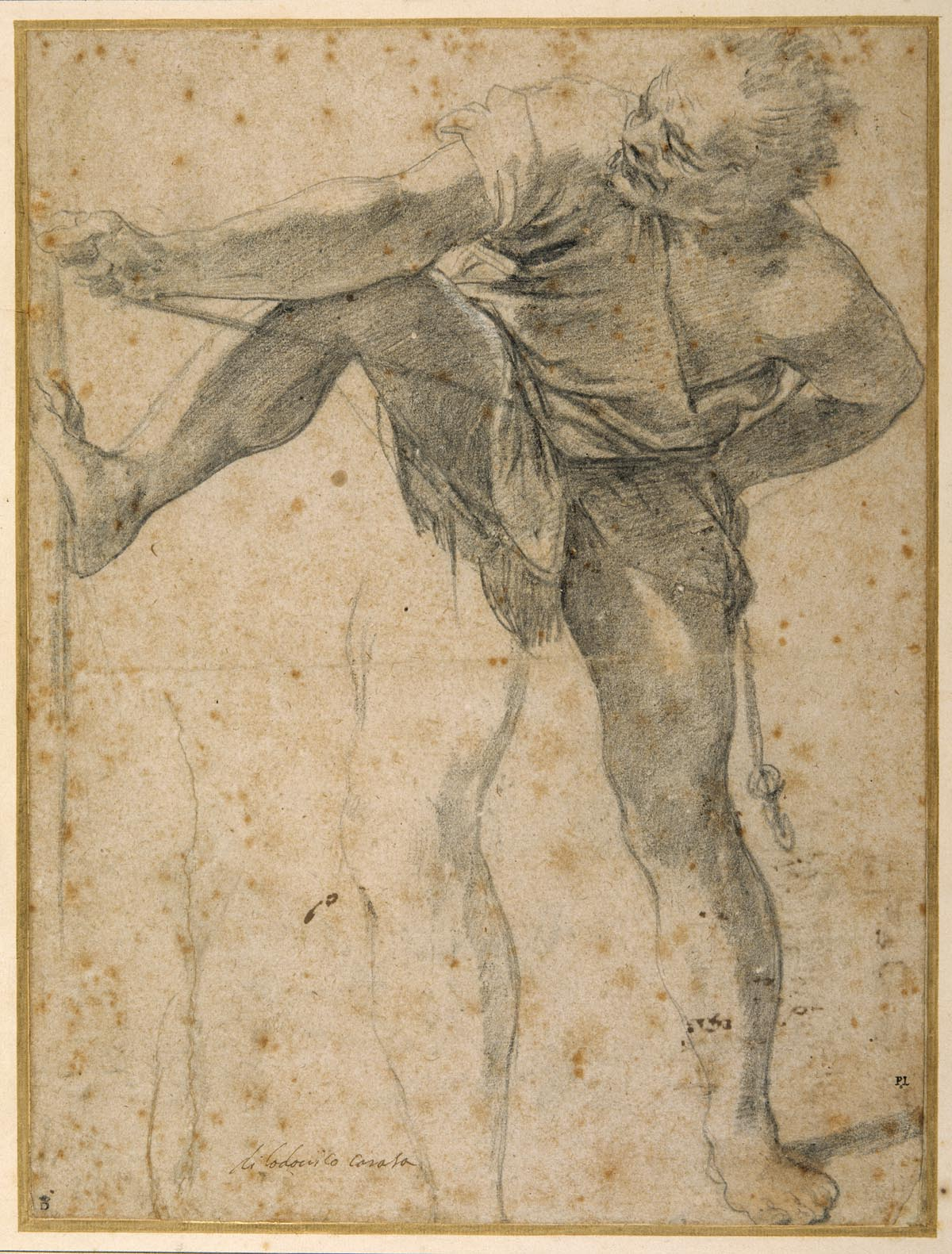
Ludovico Carracci, disegno preparatorio, Chatsworth House

Il quadro riflette l’interesse di Ludovico Carracci per la pittura veneziana e segnatamente per l'arte del Tintoretto da cui derivano il tenebrismo che pervade la tela e la tavolozza dai toni bruni. Ma, al di là di tale ascendenza, è spiccata la carica innovativa dell'opera, specie nel contesto bolognese dove i pochi precedenti noti su questo momento della Passione hanno tutt’altra, e a quelle date ormai convenzionale, impaginazione pittorica. 
Ciò vale innanzitutto per l'accentuato primo piano degli astanti, di grandezza quasi naturale, e per il forte senso del moto che anima la scena, dove gli aguzzini del Signore non risparmiano sforzi nell'adempimento del loro crudele ufficio. Le pose dei personaggi in azione sono verosimilmente il frutto di studi dal vero, come lascia pensare lo schizzo preparatorio per il manigoldo (l'unico disegno noto relativo a quest’opera) che lega le mani di Gesù e fa leva con la gamba sulla colonna per stringere le corde con il massimo della forza. 
Tutto accade sotto un portico retto da colonne: ovviamente dovremmo essere - e siamo - a Gerusalemme, ma l'ambientazione è consentanea alla Bologna del pittore, città celebre per i suoi innumerevoli porticati. Ed invero nello sfondo di destra si apre una veduta cittadina dominata da un edificio e da una torre che sembrano alludere alla facciata del palazzo dei Banchi di Piazza Maggiore e alla torre degli Asinelli. 

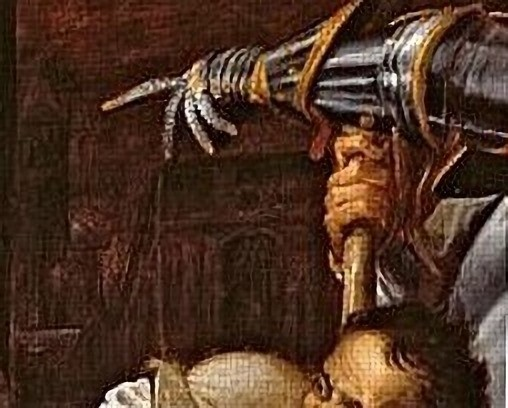
particolare dello sfondo

Vien quindi da pensare - su un registro parallelo a quello della raffigurazione dell'evento evangelico - ad una rappresentazione teatrale messa in atto a beneficio dell'osservatore che, passeggiando nella notte bolognese, si imbatte per prodigio nell'evento sacro e cruento. Evento in cui è tirato dentro dalla luce che squarcia le tenebre e dall'aggettante primo piano delle grandi figure sul bordo della tela. Il gesto indicante del soldato in armatura, posto sulla destra del quadro, invita esplicitamente quest'osservatore-viandante a soffermarsi su quel che vede e quindi a riflettere devotamente sulla Passione di Cristo. 
Chiude la composizione, in sfondo a sinistra, Pilato che è insolitamente abbigliato con una tunica rossa di gusto orientale piuttosto che nelle consuete vesti di governatore romano.  
Il marcato chiaroscuro, la violenza e il pathos della scena, così come le facce feroci e caricaturali dei carnefici, hanno suscitato a livello critico l'interrogativo circa l'eventuale conoscenza di questo dipinto da parte di un giovane Caravaggio, di cui è possibile ipotizzare una sosta bolognese (quantunque non documentata) nel tragitto tra la Lombardia e Roma. 
Potrebbe avvalorare questa congettura il dettaglio dell'aguzzino in ginocchio intento ad approntare un flagello, figura che compare sia nel quadro del Carracci che nella Flagellazione del Merisi ora a Capodimonte. L'argomento, tuttavia, non può dirsi definitivo in quanto tale invenzione compositiva risale in realtà a Dürer e quindi potrebbe essere stata ripresa da Caravaggio direttamente da questa fonte o da altra derivazione dell'incisione dell'artista tedesco. Eppure, considerando che vi sono altri dipinti caracceschi bolognesi, antecedenti all'esordio romano di Caravaggio, che destano lo stesso sospetto, la sensazione che la grande tela di Douai possa essere stata oggetto di interesse e di influenza nel percorso formativo del grande pittore lombardo continua ad apparire suggestiva.

## Galleria d'immagini

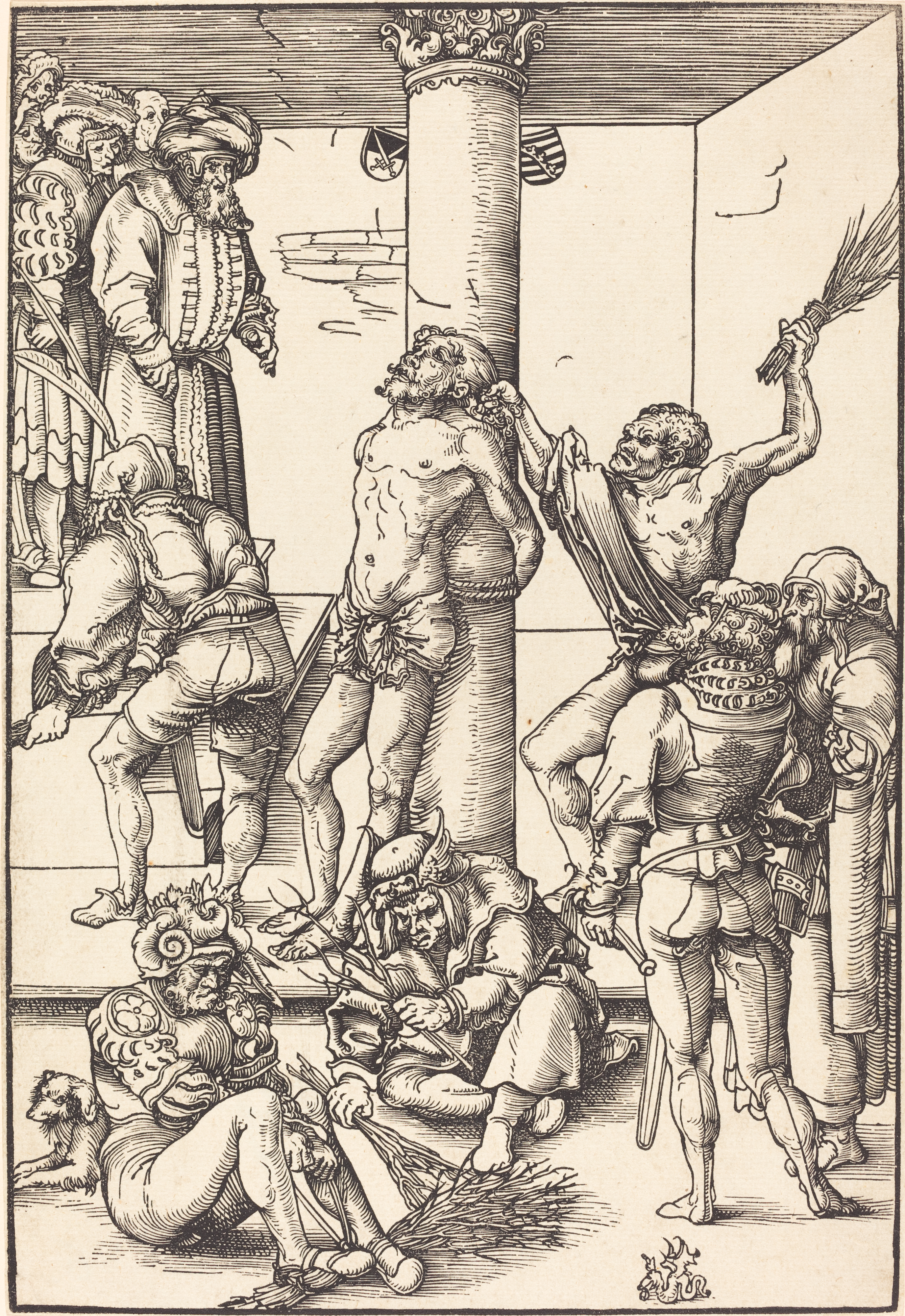
Lucas Cranach, Flagellazione, 1509 ca.
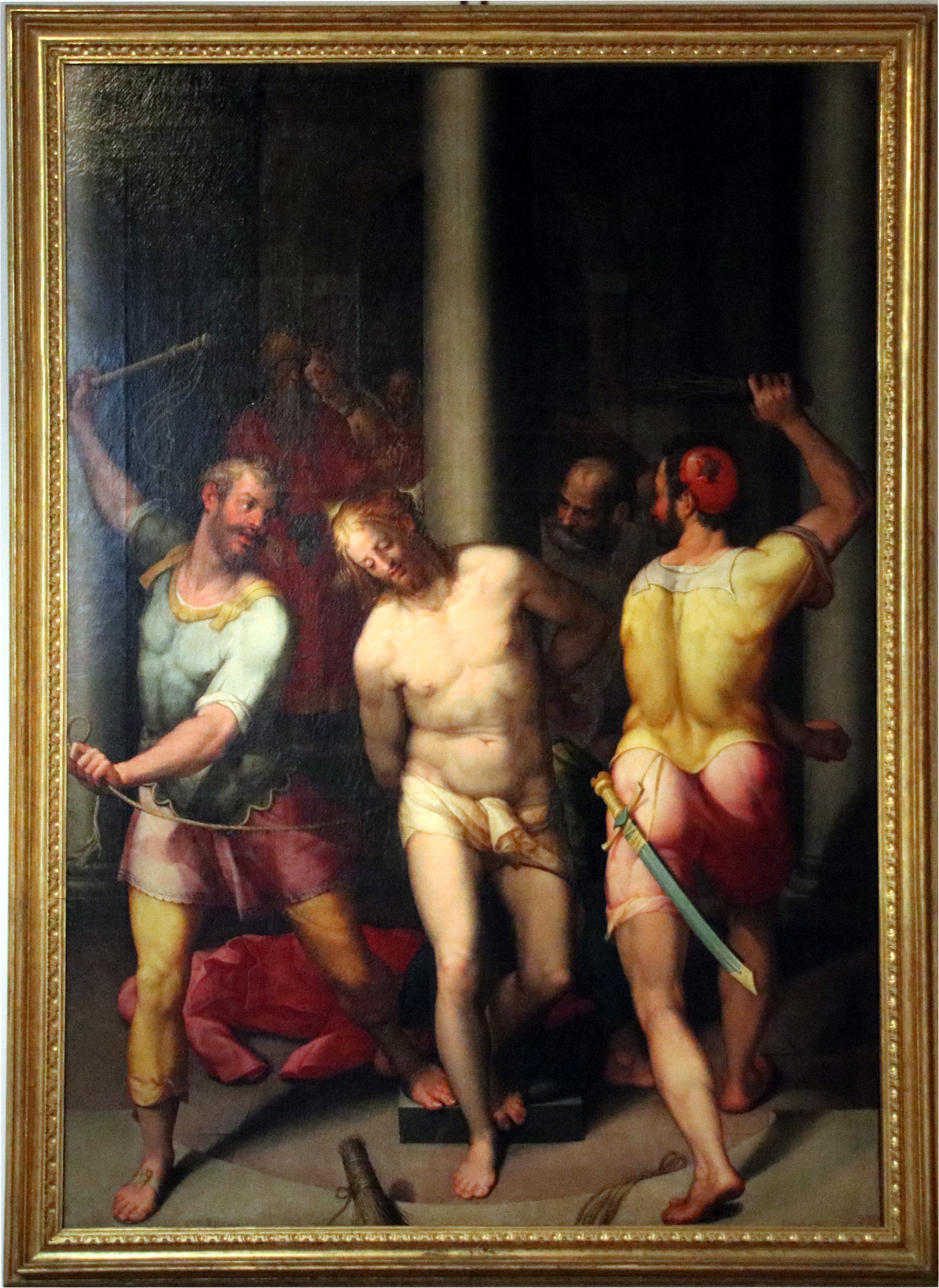
Denis Calvaert, Flagellazione di Cristo, 1575-1580, Pinacoteca nazionale di Bologna (un esempio del tema nella pittura bolognese del periodo)
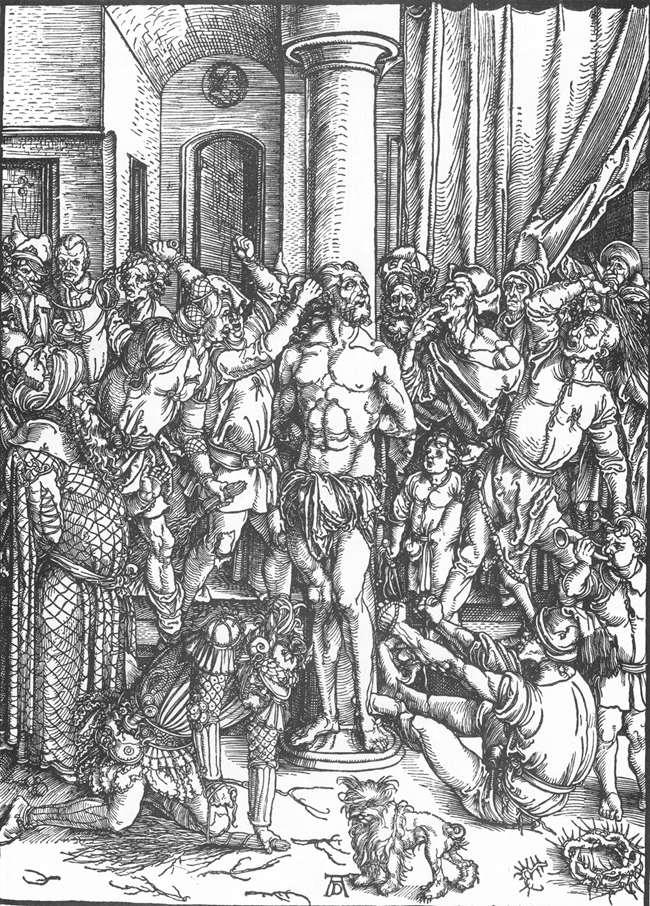
Albrecht Dürer, Flagellazione (dalla Grande Passione), 1497
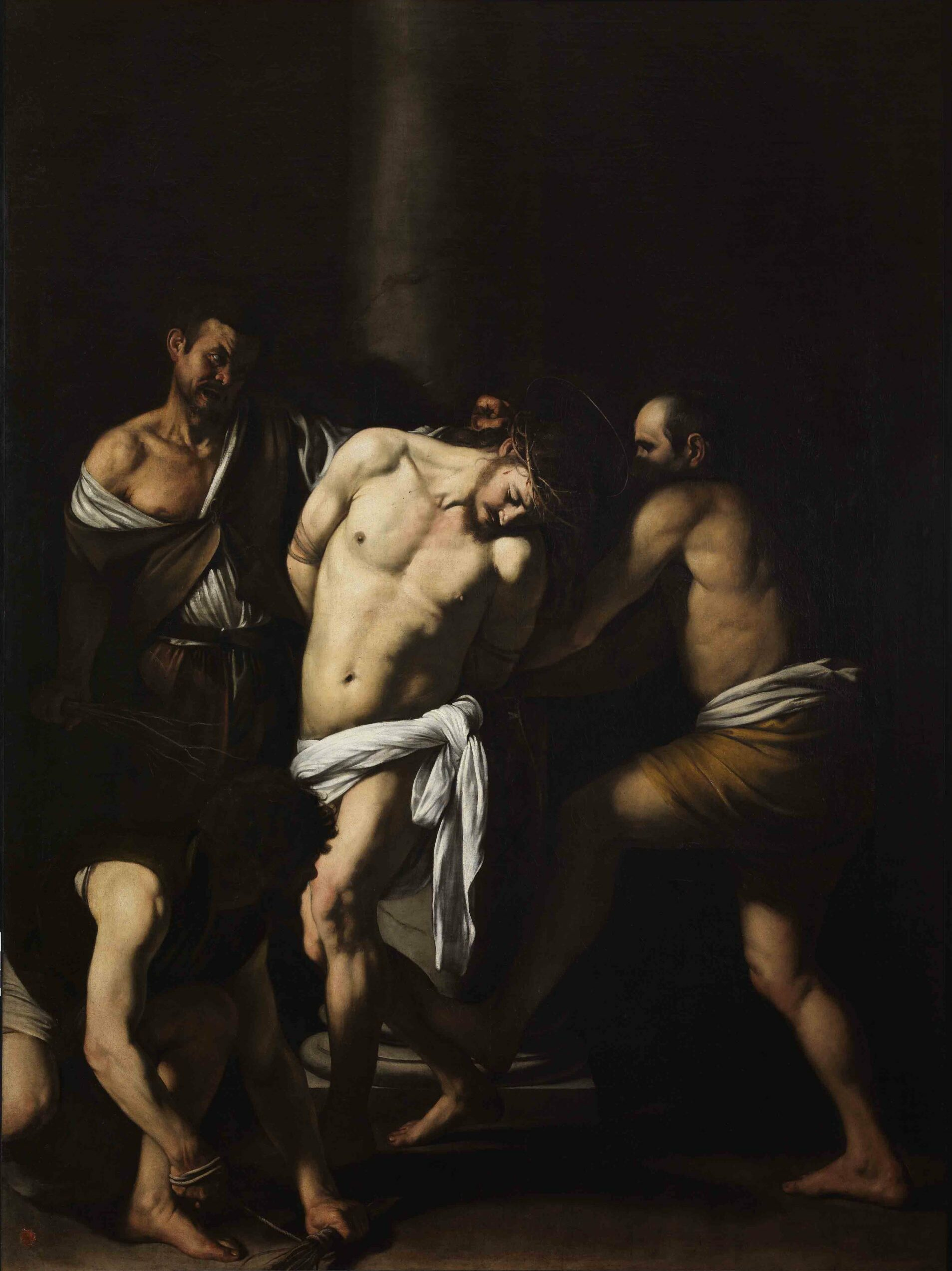
Caravaggio, Flagellazione di Cristo, 1607-08, Napoli, Capodimonte
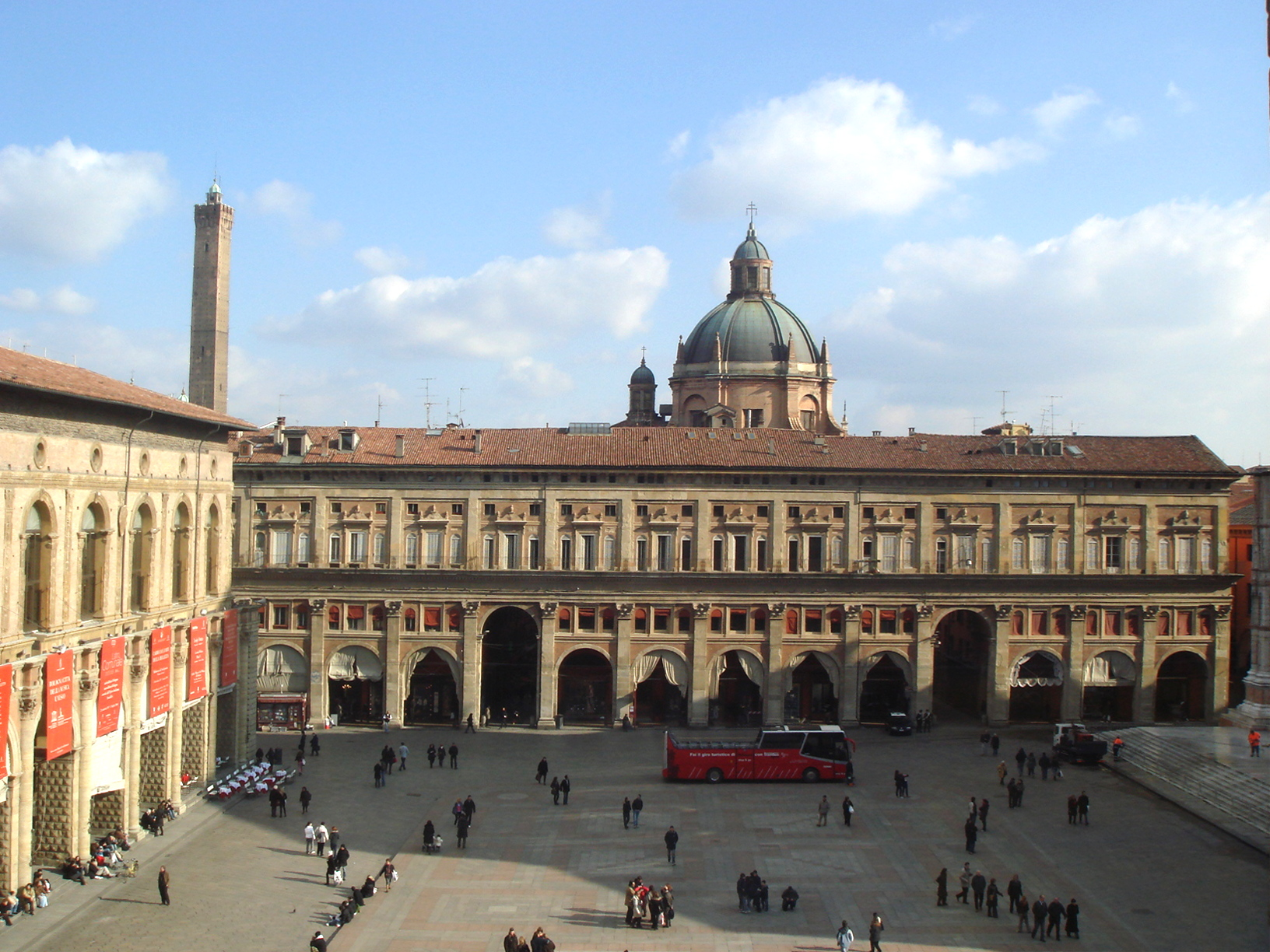
Jacopo Barozzi, Palazzo dei Banchi, 1565-68, Bologna